# محور الشر

تعريف بوش: يشمل محور الشر إيران، العراق إبان حكم حزب البعث، كوريا الشمالية
"ما وراء محور الشر" ويشمل كوبا، ليبيا، سوريا إبان حكم حزب البعث
الولايات المتحدة

استَخدمَ عبارةَ "محور الشر" لأول مرة رئيس الولايات المتحدة جورج بوش الابن وتشير في الأصل إلى إيران، والعراق إبان حكم حزب البعث، وكوريا الشمالية. واستخدمت في خطاب حالة الاتحاد لبوش في 29 يناير 2002، بعد أقل من خمسة أشهر من هجمات 11 سبتمبر وقبل عام تقريبًا من غزو العراق، وغالبًا ما تكرر ذكرها هلال فترة رئاسة جورج بوش الابن، إذ استخدمها لوصف الحكومات الأجنبية التي زُعم أنها دول راعية للإرهاب سعت خلال فترة إدارته إلى امتلاك أسلحة الدمار الشامل.
استُخدمت فكرة مثل هذا المحور لتحديد هؤلاء الأعداء المشتركين للولايات المتحدة ولحشد الشعب الأمريكي لدعم الحرب على الإرهاب. الدول التي يغطيها المصطلح في الأصل هي إيران، والعراق إبان حكم حزب البعث، وكوريا الشمالية. رداً على ذلك، شكلت إيران تحالفاً سياسياً أطلقت عليه اسم "محور المقاومة" يضم إيران، سوريا إبان حكم حزب البعث وحزب الله.
لاحقًا، بدأ السياسيون والمعلّقون الأمريكيون الإشارة إلى الصين وروسيا وإيران وكوريا الشمالية باسم "محور الشر الجديد". واستخدم مصطلح "محور الشر" سابقاً إشارةً إلى دول المحور في الحرب العالمية الثانية (ألمانيا النازية، إيطاليا الفاشية، و إمبراطورية اليابان)
محور الشر (بالإنجليزية: Axis of Evil) هي عبارة ترددت أولاً على لسان الرئيس الأمريكي جورج و. بوش في خطاب ألقاه بتاريخ 29 يناير 2002 ليصف به حكومات كل من: العراق، وإيران، وكوريا الشمالية. وقد استخدم هذه العبارة بحسب ما ذكر لأنه يعتقد بأن تلك الدول تدعم الإرهاب وتسعى لشراء أسلحة الدمار الشامل. ويرى الكثيرون بأن فكرة بوش هذه هي التي قادته لبدأ ما يسمى «بالحرب على الإرهاب».

## نشأة المصطلح

### ديفيد فروم
نُسبت هذه العبارة إلى كاتب خطابات بوش السابق المؤيد لإسرائيل ديفيد فروم، في البداية باسم "محور الكراهية" ثم "محور الشر". وقد ظهرت المعلومات حول مؤلفها لأول مرة عندما التقطت وسائل الإعلام رسائل إلكترونية أرسلتها زوجة فروم إلى أصدقائها. وقد شرح فروم الأساس المنطقي الذي استند إليه في صياغة عبارة "محور الشر" في كتابه الصادر عام 2003 بعنوان "الرجل المناسب: الرئاسة المفاجئة لجورج دبليو بوش". وفقًا لفروم، في أواخر ديسمبر 2001، كلف كاتب الخطابات مايكل جيرسون فروم بتوضيح قضية إطاحة نظام صدام حسين في العراق في جمل قليلة فقط لاستخدامها في خطاب بوش "حالة الاتحاد القادم". يقول فروم إنه بدأ بإعادة قراءة خطاب الرئيس فرانكلين روزفلت "التاريخ الذي سيعيش في العار"، وهو الخطاب الذي ألقاه في 8 ديسمبر 1941، بعد هحوم إمبراطورية اليابان المفاجئ على بيرل هاربر. بينما لم يكن الأمريكيون بحاجة إلى الإقناع بشأن خوض الحرب مع اليابان، رأى روزفلت أن التهديد الأكبر للولايات المتحدة يأتي من ألمانيا النازية، وكان عليه أن يدافع عن خوض حرب في المحيطين.
يشير فروم في كتابه إلى جملة غالبًا ما تجاهلها الآن في خطاب روزفلت والتي تنص جزئيًا على: "... لن ندافع عن أنفسنا إلى أقصى حد فحسب، بل سنحرص أيضًا على ألا يعرضنا هذا الشكل من الخيانة أبدًا للخطر مرة أخرى". يفسر فروم خطاب روزفلت على النحو التالي: "بالنسبة لروزفلت، لم يكن بيرل هاربر هجومًا فحسب - بل كان تحذيرًا من هجمات مستقبلية أسوأ من عدوٍ آخر أكثر خطورة". يقول فروم إن اليابان، وهي دولة تمتلك عُشر القدرة الصناعية لأمريكا، وتعتمد على الواردات لغذائها، وكانت منخرطة بالفعل في حرب مع جمهورية الصين (1912-1949)، كانت متهورة للغاية في مهاجمة الولايات المتحدة، وهو التهور "الذي جعل من دول المحور تهديدًا كبيرًا للسلام العالمي". قرر فروم أن الحربين اللتين شنّهما صدام حسين ضد إيران والكويت كانتا متهورتين بنفس القدر، وبالتالي شكلتا نفس التهديد للسلام العالمي.
في كتابه يروي فروم أنه كلما قارن دول المحور بـ "دول الإرهاب" الحديثة، وجد المزيد من أوجه التشابه. يكتب فروم: "كانت قوى المحور تكره بعضها البعض ولا تثق في بعضها البعض. ولو فاز المحور بطريقةٍ أو بأخرى في الحرب، لكان أعضاؤه قد انقلبوا على بعضهم البعض بسرعة". وعلى الرغم من الخلاف فيما بينهم، فإن إيران والعراق وتنظيم القاعدة وحزب الله "جميعهم كانوا مستائين من قوة الغرب وإسرائيل، وكانوا جميعًا يحتقرون القيم الإنسانية للديمقراطية". وهنا، رأى فروم الصلة: "لقد شكلت دول الإرهاب والمنظمات الإرهابية معًا محورًا للكراهية ضد الولايات المتحدة".
يقول فروم إنه أرسل مذكرة تتضمن الحجج المذكورة أعلاه، كما استشهد ببعض الفظائع التي ارتكبتها الحكومة العراقية. وكان يتوقع أن يتم تقطيع كلماته وتعديلها إلى أجزاء حتى لا يمكن التعرف عليها، كما هي الحال مع أغلب الخطب الرئاسية المكتوبة، ولكن بوش قرأ كلماته في النهاية حرفياً تقريباً، رغم أن بوش غير مصطلح "محور الكراهية" إلى "محور الشر". ويقول فروم إن كوريا الشمالية أضيفت إلى القائمة لأنها كانت تحاول تطوير الأسلحة النووية، ولديها تاريخ من العدوان المتهور، وكانت "في حاجة إلى الشعور بيد أقوى".

### يوسف بودانسكي
قبل عقد من خطاب حالة الاتحاد عام 2002، في أغسطس/آب 1992، كتب عالم السياسة الإسرائيلي الأميركي يوسف بودانسكي ورقة بحثية بعنوان "طهران، وبغداد ودمشق: حلف المحور الجديد"، أثناء عمله مديراً لفريق عمل الكونجرس المعني بالإرهاب والحرب غير التقليدية في مجلس النواب الأمريكي. ورغم أنه لم يطلق صراحة صفة "الشر" على محوره الجديد، فإن محور بودانسكي كان يذكرنا إلى حد كبير بمحور فروم. وشعر بودانسكي بأن هذا المحور الجديد يشكل تطوراً بالغ الخطورة. وكان جوهر حجة بودانسكي هو أن إيران والعراق وسوريا شكلت "تحالفاً ثلاثياً" في أعقاب حرب الخليج الثانية، وأن هذا التحالف يشكل تهديداً وشيكاً لا يمكن التعامل معه إلا بغزو العراق مرة ثانية والإطاحة بصدام حسين.

## خطاب حالة الاتحاد 2002
وفي خطاب حالة الاتحاد 2002، وصف بوش كوريا الشمالية “بأنها نظام يتسلح بالصواريخ وأسلحة الدمار الشامل، في الوقت الذي يجوّع فيه مواطنيه”. وأضاف أن "إيران تسعى بقوة للحصول على هذه الأسلحة وتصدر الإرهاب، في حين تقوم قلة غير منتخبة بقمع أمل الشعب الإيراني في الحرية". لقد وجه بوش أكبر قدر من الانتقادات إلى العراق إبان حكم حزب البعث، حيث قال: "إن العراق يواصل التباهي بعدائه لأميركا ودعم الإرهاب. لقد خطط النظام العراقي لتطوير الجمرة الخبيثة وغاز الأعصاب والأسلحة النووية لأكثر من عقد من الزمان. إنه النظام الذي شنّ الهجوم الكيميائي على حلبجة، تاركاً جثث الأمهات متجمعة فوق أطفالهن القتلى. هذا نظام وافق على عمليات التفتيش الدولية، ثم طرد المفتشين. هذا نظام لديه ما يخفيه عن العالم المتحضر". وقال بوش أيضاً: "إن دولاً مثل هذه وحلفائها الإرهابيين يشكلون محوراً للشر، يتسلحون لتهديد السلام في العالم."

## بولتون: "ما وراء محور الشر"

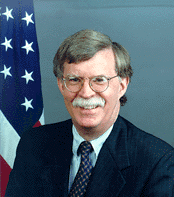
جون بولتون

في 6 مايو 2002، ألقى وكيل وزارة الخارجية آنذاك جون بولتون خطابًا بعنوان "ما وراء محور الشر". أضاف فيه ثلاث دول أخرى ليتم تجميعها مع الدول المارقة المذكورة بالفعل: كوبا، وليبيا، وسوريا إبان حكم حزب البعث. كانت معايير الإدراج في هذه المجموعة هي: "دول راعية للإرهاب تسعى أو لديها القدرة على السعي للحصول على أسلحة الدمار الشامل أو لديها القدرة على القيام بذلك في انتهاك لالتزاماتها التعاهدية".."

## الصين وروسيا وإيران وكوريا الشمالية محور جديد
عام 2024، حذر الأمين العام لحلف شمال الأطلسي ينس ستولتنبرغ وسلفه أندرس فوغ راسموسن من تشكيل محور جديد من الأنظمة الاستبدادية بقيادة الصين، ولكن انضمت إليه روسيا وإيران وكوريا الشمالية. وقد اعترف العديد من السياسيين الأمريكيين بنفس الدول باعتبارها محورًا جديدًا للشر، منهم كريستوفر كافولي، ومايك جونسون (سياسي), وميتش ماكونيل.

## النقد
كانت قيادة كل من العراق وإيران خلال حرب الخليج الأولى في ثمانينات القرن العشرين هي نفس القيادة التي كانت على رأس البلدين وقت خطاب بوش، ما دفع البعض إلى الاعتقاد بأن ربط الدول تحت نفس الرابة كان مضللاً. وجادل آخرون بأن كل دولة من دول "محور الشرّ" الثلاث لها بعض الخصائص التي حجبت بفعل تجميعها معاً. كتبت آن أبلباوم عن الجدل حول ضمّ كوريا الشمالية إلى المجموعة.
في الأيام التي تلت هجمات 11 سبتمبر، سافر ريان كروكر - الذي أصبح لاحقاً سفيراً للولايات المتحدة في العراق من 2007 حتى 2009 - ومسؤولون كبار آخرون من وزارة الخارجية الأمريكية إلى جنيف للاجتماع سراً مع ممثلي الحكومة الإيرانية. لعدة أشهر، تعاون كروكر ونظراؤه الأيرانيون في إلقاء القبض على نشطاء تنظيم القاعدة في المنطقة ومحاربة حكومة طالبان في أفغانستان. توقّفت هذه اللقاءات بعد أن أدى خطاب "محور الشرّ" إلى تصلّب المواقف الإيرانية تجاه التعاون مع الولايات المتحدة.
كما أبدى الرئيس الإيراني محمد خاتمي تعاطفه مع الضحايا مباشرة بعد الهجمات في رسالة إلى الشعب الأميركي.وخرج الشعب الإيراني إلى المساجد والشوارع للصلاة وتقديم التعازي.
لم يكن أي من الإرهابيين المتورطين في أحداث الحادي عشر من سبتمبر من مواطني الدول الثلاث التي ذكرها بوش.

## محاور أخرى
في يناير 2006، ذكر وزير الدفاع الإسرائيلي شاؤول موفاز تورّط "محور الإرهاب بين إيران وسوريا" في أعقاب تفجيرٍ انتحاري في تل أبيب.
في إبريل 2006، حذّر دان غيلرمان من "محور إرهاب" جديد يضم إيران وسوريا والحكومة الفلسطينية التي ترأسها حركة حماس، وكرر غيلرمان هذا المصطلح أمام الأمم المتحدة بشأن الأزمة في لبنان وبعد ثلاثة أشهر، وصف المسؤول الكبير في وزارة الخارجية الإسرائيلية جدعون مائير التحالف المزعوم بأنه "محور الإرهاب والكراهية".
عام 2006، في رده على تدهور العلاقات مع دول الجوار، اتهم أسياس أفورقي رئيس إرتريا كل من إثيوبيا والسودان واليمن بأنها "محور العدوان".
عام 2006، وصف هوغو تشافيز الرئيس الفنزويلي السابق ما يسمى باليسار اللاتيني الجديد بأنه "محور الخير"، ويتكون من الحركة نحو الاشتراكية وكونسيرتاسيون في تشيلي والحزب الشيوعي الكوبي والإكوادور والجبهة الساندينية للتحرير الوطني وأوروغواي وفنزويلا، لكنه وصف واشنطن وحلفائها بـ"محور الشر"..
عام 2007، أعلن قائد الحرس الثوري الإيراني أن الولايات المتحدة وإسرائيل والمملكة المتحدة هي جزء من "محور الشر" لأنها ترتكب أعمال عنف جماعية ضد العالم الإسلامي وارتكاب جرائم ضد الإنسانية ومحاولتها تقسيم الشيعة وأهل السنة والجماعة، على حد قوله.
عام 2008، نشرت صحيفة ذي إيكونوميست مقالاً عن "محور ديزل" إشارةً للتحالف المزدهر بين إيران وروسيا وفنزويلا. واستشهد كاتب المقال بمبيعات الأسلحة التي بلغت مليارات الدولارات إلى فنزويلا وبناء منشآت نووية إيرانية، فضلاً عن رفض فرض عقوبات إضافية على إيران. لكنهم خلصوا إلى أن فوائد هذا الترتيب مبالغٌ فيها.
منذ عام 2010 فصاعداً، استُخدم مصطلح "محور المقاومة لوصف المشاعر المناهضة للغرب ومعاداة الصهيونية كتلة برلمانية بين إيران، وسوريا، وحزب الله، والميليشيات الخاصة في العراق وأنصار الله الحوثيون.
عام 2012، كتب المؤلف وليام س. ماتيل في مقالة قصير لمجلة الدبلوماسي، عن "المحور الاستبدادي"، الذي يضم الصين وروسيا وإيران وكوريا الشمالية وسوريا وفنزويلا. في أعقاب وفاة هوغو تشافيز في فنزويلات عام 2013، أزيل مارتيل فنزويلا من قائمة الدول المخصصة، في كتاباته اللاحقة حول "المحور". أثارت أطروحة مارتيل انتقادات المحافظين الأمريكيين و"القرية المسلمة"، حيث كانت الحجج الرئيسية التي استُشهد بها في معارضة فكرته هي الافتقار إلى التماسك وانخفاض مستويات التعاون بشكلٍ عام بين الدول المذكورة.
أطلقت العديد من الحركات البيئية غير الحكومية، بما فيها منظمة السلام الأخضر وحزب الخضر الكندي، على أستراليا وكندا والولايات المتحدة لقب "محور الشر البيئي" بسبب افتقارها إلى دعم الاتفاقيات البيئية الدولية، وخاصة تلك المتعلقة بتغير المناخ.
خلال مقابلة أجريتها معه وسائل الإعلام المصرية في مارس 2018، أشار وليّ العهد السعودي محمد بن سلمان آل سعود إلى إيران وتركيا والمنظمات الإسلامية مثل تنظيم الدولة الإسلامية (داعش) والإخوان المسلمين بـ”مثلث الشر”، وصفاً لسياساتهم الحالية في الشرق الأوسط. ورفضت إيران هذه التصريحات في وقت لاحق ووصفتها بأنها "صبيانية" وقالت إن تدخل السعودية في اليمن "تسبب في عدم الاستقرار والتطرف ووقع في مستنقع" في اليمن..
في أكتوبر 2018، جادل الاقتصادي بول كروغمان بأنه "يوجد محور شرّ جديد: روسيا والمملكة العربية السعودية والولايات المتحدة"، وهي الدول الثلاث التي رفضت تأييد دراسة المناخ الأخيرة التي أجرتها الأمم المتحدة في مؤتمر الأمم المتحدة للتغير المناخي 2018.
في فبراير 2022، وصف المعلّق السياسي الأمريكي المحافظ دانييل بليتكا كل من الصين وروسيا وإيران وكوريا الشمالية بمحور الشر "الجديد" في مقالة لصحيفة ناشونال ريفيو. بعد الغزو الروسي لأوكرانيا، نشرت صحيفة تايبيه تايمز مقالاً افتتاحياً وصفت فيه العلاقات الصينية الروسية "بمحور الشرّ الحقيقي]].
في أكتوبر 2023، قال زعيم الجمهوريين في مجلس الشيوخ ميتش ماكونيل لبرنامج "Face The Nation" على شبكة سي بي إس، إن إيران وكوريا الشمالية وروسيا والصين هي "محور الشر" الجديد. وردّد المتحدث باسم مجلس النواب مايك جونسون تعليقاً مشابهاً جداً في برنامج "Hannity" على فوكس نيوز.
في أكتوبر 2023، ذكر رئيس وزراء إسرائيل بنيامين نتنياهو محوراً للشر يشمل حركة حماس وإيران في مقالٍ افتتاحي في "وول ستريت جورنال".
في 7 أبريل 2024، أشار المتحدث الرسمي للحزب الجمهوري الأمريكي مايك جونسون إلى الصين بصفتها جزء من "محور الشر" الذي يضمّ إيران وروسيا. واستند جونسون في بيانه إلى الاعتقاد بأن هذه الدول تشكل تهديدات للدول المتحالفة مع الغرب مثل تايوان وإسرائيل وأوكرانيا. وقد سبق ذلك تغيّراً في اللباقة، حيث قرّر المتحدّث تقديم دعمٍ بقيمة 95 مليار دولار من المساعدات الدفاعية للدول مجتمعة، على الرغم من معارضة الأعضاء الأكثر تحفّظاً في حزبه.
في يوليو 2024، قال الجنرال في الجيش البريطاني باتريك ساندرز إن روسيا والصين وإيران كانت "قوى المحور الجديدة" في مقابلة مع ذا تايمز. وزعم أنه هذه الدول تشكّل تهديدًا أكبر من ألمانيا النازية في عام 1939، قائلًا "إنهم أكثر ترابطًا وأكثر تناغمًا من قوى المحور الأصلية" وأن العالم يواجه "لحظة خطيرة أكثر من أي وقت مضى منذ عام 1945". في الثالث والعشرين من يوليو/تموز، قال قائد الجيش الجنرال السير رولاند ووكر - وكان حديث التعيين - في خطابٍ له إن المملكة المتحدة تواجه خطرًا من "محور الاضطرابات" بفعل تهديدات روسيا الغاضبة، وأن الصين عازمة على استعادة تايوان، وأن إيران من المرجح تسعى للحصول على أسلحة نووية.